# Боза (филм)
„Боза“ е български игрален филм (екшън, комедия) от 2006 година на режисьора Людмил Лазаров, по сценарий на Филип Лазаров.

## Състав
Роли във филма изпълняват актьорите:
- Георги Лалов
- Емануил Костадинов
- Димитър Алексиев
- Нино Симеонов
- Мария Денкова